# Рогатинський замок
Рогатинський замок — збудований у 1567 році на річці Гнила Липа, притоці Дністра.

## Історія
Козацька та польсько-московська війни у XVII столітті призвели до серйозних руйнувань твердині. За переписом населення 1770 року, неміське староство Рогатина включало місто Рогатин, замок та п'ять сіл. На той час власністю володів Юзеф Бєльський. З 24 червня 1775 року маєток перейшов до княгині Софії Любомирської, наданої австрійським урядом як часткова компенсація за захоплення її родинних маєтків у Добромилі.

## Архітектура
Фортеця складалася з трьох житлових будівель з підвалами та господарськими приміщеннями: кухні, пекарні та комори, розташованих в іншій частині. Дві брами, захищені розвідними мостами, дозволяли вхід до замку. Одна дорога до фортеці вела через цвинтар, як згадується в описі 1663 року: Вхід до замку з міста веде через цвинтар; замок оточений валом; на підвалах збудовані кімнати; три будівлі покриті дахами, але дуже слабкі, і їх розберуть на літо, а збудують інші; з іншого боку замку: кухня, пекарня та комора.

## Життєпис
- Filip Sulimierski, Bronisław Chlebowski, Władysław Walewski, Słownik geograficzny Królestwa Polskiego i innych krajów słowiańskich, t. IX, Warszawa, 1880—1902, ss. 692-94.